# Catón el Joven

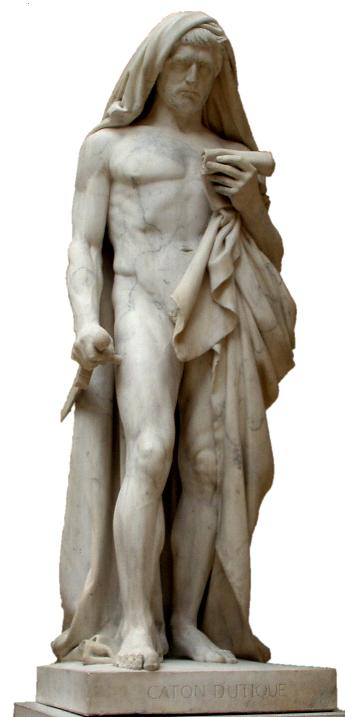
Estatua de Catón de Útica. Museo del Louvre. La estatua lo representa justo antes de darse muerte, leyendo el Fedón, el libro de Platón que relata la muerte de Sócrates. La obra es del escultor Jean-Baptiste Roman (París, 1792-1835), en mármol de Carrara blanco, y fue acabada por François Rude (Dijón, 1784 – París, 1855). Se encuentra en el Museo del Louvre.

Marco Porcio Catón Uticense (en latín: Marcus Porcius Cato Uticensis, también llamado Minor, el Menor o el Joven para distinguirlo de su antepasado Marco Porcio Catón, dicho Maior, el Mayor o el Viejo; Roma, 95 a. C. – Útica, 12 de abril de 46 a. C.), fue un político romano. También se le llama Catón el Joven o Catón de Útica para distinguirlo de su bisabuelo Catón el Viejo o Catón el Censor (234-149 a. C.).

## Su juventud
Catón nació en 95 a. C. en Roma, hijo de Marco Porcio Catón y su esposa Livia. Quedó huérfano muy pronto, y fue llevado a vivir a la casa de su tío materno Marco Livio Druso, quien también estaba a cargo de Servilio Cepión y Servilia, hijos del primer matrimonio de Livia con Quinto Servilio Cepión, así como de Porcia y Marco Livio Druso Claudiano (hijo adoptivo de Marco Livio, padre de la emperatriz Livia Drusila). Druso fue asesinado cuando Catón contaba cuatro años.
La leyenda de la terquedad de Catón comenzó siendo este muy joven. Sarpedón, su tutor, decía de él que era un niño obediente e inquisitivo, aunque lento a la hora de dejarse persuadir de las cosas, y en ocasiones, un niño difícil. En una historia contada por Plutarco se dice que Quinto Popedio Silo, jefe de los marsos y defensor de la concesión de la ciudadanía romana a los pueblos de Italia, hizo una visita a su amigo Marco Livio, donde conoció a los niños de la casa, y en broma, pidió a éstos el apoyo para su causa. Todos ellos comenzaron a bromear y sonreír excepto Catón, que miró fijamente al huésped de una forma sospechosa. Silo le pidió una contestación, y viendo que el muchacho no le contestaba, tomó a Catón y le colgó sujeto de los pies por la ventana. A pesar de ello, Catón no le dijo nada.
Como amigo de su familia, a Lucio Cornelio Sila, el dictador romano, le gustaba hablar con Catón y con su inseparable medio hermano Cepión, y apreciaba su compañía a pesar de que el joven adolescente desafiara sus opiniones en público.

## El inicio de su vida política
Alrededor del año 67 a. C. sirvió en Macedonia de tribuno militar a las órdenes del gobernador Rubrio. A su regreso a Roma en 65 a. C., Catón fue elegido como cuestor. Como con todo lo demás en su vida, tuvo gran cuidado en estudiar lo necesario para este puesto, en especial las leyes relativas a los impuestos. Una de sus primeras actividades fue la persecución de anteriores cuestores por apropiación ilegal de fondos y conducta deshonesta. Catón persiguió también a los informadores de Sila, los cuales habían actuado como «cazadores de cabezas» durante la tiranía de este, a pesar de las conexiones políticas con el propio partido de Catón, y a pesar del poder de Pompeyo, conocido como «el joven carnicero» por sus servicios bajo el gobierno de Sila.
Los informadores de Sila fueron acusados de apropiación ilegítima de dinero del Tesoro, y posteriormente de homicidio. Hacia el final del año, Catón cesó en su puesto de cuestor, aunque nunca dejó de tener un ojo puesto sobre el Tesoro, buscando siempre cualquier irregularidad.

## Catón y los optimates
Como senador, Catón fue escrupuloso y determinado. Nunca dejó de asistir a una sesión del Senado, y criticó públicamente a aquellos que no lo hacían. Desde el primer día se alineó con los optimates, la facción conservadora del Senado. Muchos de los optimates de aquel momento habían sido amigos personales de Sila, a quien Catón había desdeñado desde su juventud, y Catón trató de hacerse un nombre devolviendo a su facción a sus puras raíces republicanas.

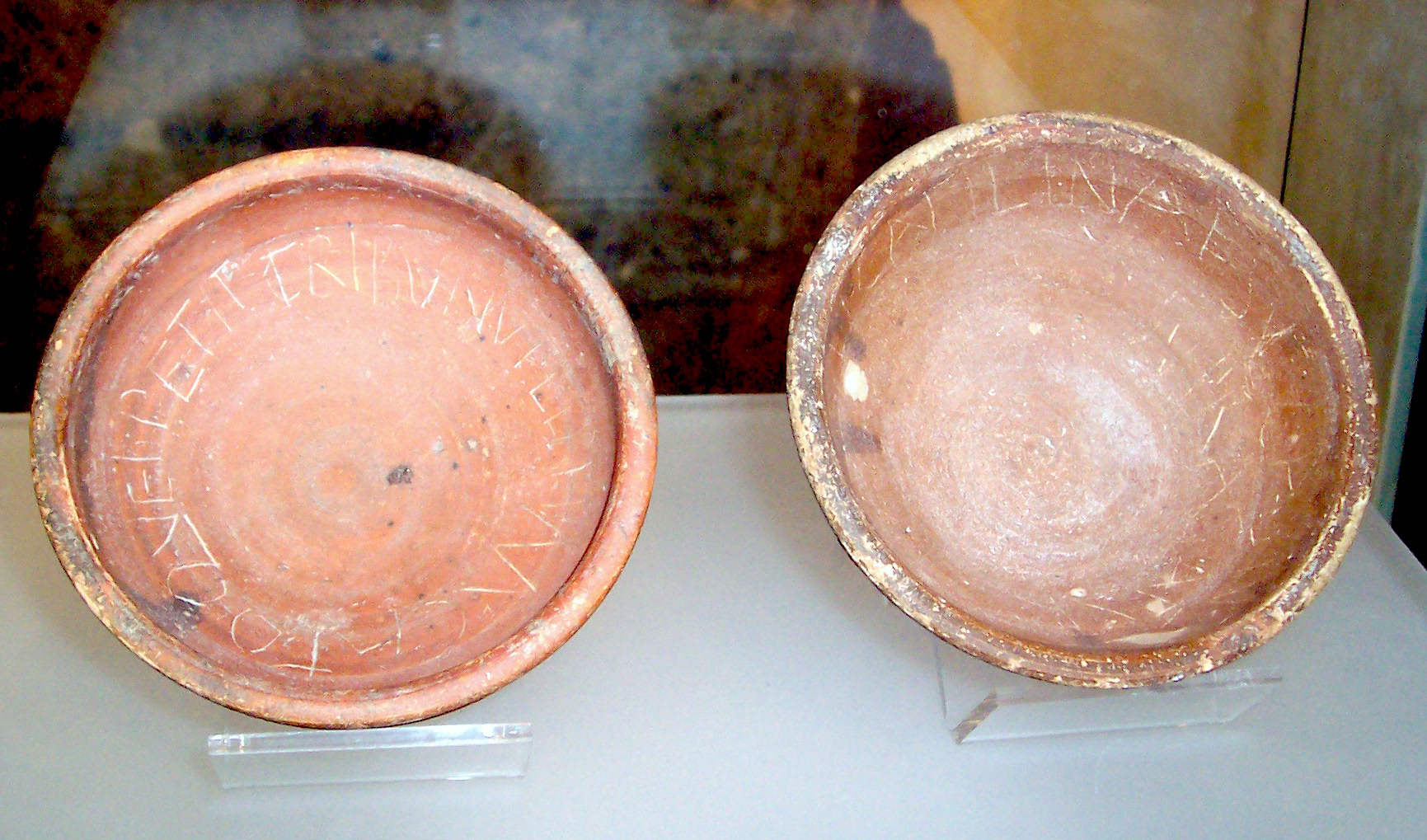
Recipientes propagandísticos de la campaña de Catón para tribuno de la plebe. Estos recipientes eran repartidos con comida o bebida para aumentar la popularidad del candidato.

En 63 a. C. fue elegido tribuno de la plebe, y ayudó en su trabajo a Marco Tulio Cicerón, el cónsul menor de aquel año, especialmente en la lucha contra la conspiración de Catilina. Lucio Sergio Catilina, un noble patricio, estaba liderando una rebelión dentro de Roma. Cicerón y Catón aniquilaron el peligro y persiguieron a todos los hombres involucrados, sentenciándoles a muerte sin juicio previo (acto en teoría ilegal, pues los ciudadanos romanos debían ser juzgados antes de ser ejecutados). En el debate público al respecto, Julio César convino en que los conspiradores eran culpables, oponiéndose a un juicio público para ellos; a pesar de esto, César abogó por una sentencia al exilio de por vida para los conspiradores, propuesta que no prosperó.
De esta polémica datan las diferencias políticas y personales entre Catón y César. En un encuentro en el Senado dedicado al asunto Catilina, Catón reprochó ásperamente a César por leer sus mensajes personales mientras el Senado estaba en una sesión discutiendo este asunto tan crucial. Catón acusó a César de estar involucrado en la conspiración, sugiriendo que trabajaba en favor de Catilina, lo que explicaría los motivos de César para pedir que no se hiciera juicio público a los conspiradores y que se les mostrara clemencia. César replicó que únicamente leía una carta de amor. Sin creerse una excusa tan pueril, Catón tomó el papel de sus manos y lo leyó. Desafortunadamente para él, César tenía razón; era ciertamente una carta de amor de su amante Servilia, la medio hermana de Catón. Esto se convirtió rápidamente en un pequeño escándalo personal. Servilia hubo de divorciarse de su marido y los senadores romanos empezaron a preocuparse por la imagen pública de sus casas. Mientras, César se hacía famoso por parecer que se acostaba con las esposas de sus enemigos políticos. Algunos pensaban que la misma esposa de Catón, Atilia, fue una de las conquistas de César, aunque esto no pasó de ser una especulación.
Tras divorciarse de Atilia, Catón se casó con Marcia, hija de Lucio Marcio Filipo. Unos años más tarde, sin embargo, su amigo Quinto Hortensio, un anciano conocido por sus aptitudes retóricas, pidió la mano de la hija del anterior matrimonio de Catón. En aquel momento, Porcia estaba casada con Calpurnio Bibulo quien se mostraba reticente a dejarla. Debido a esto, Catón dio el sorprendente paso de divorciarse de su esposa Marcia y entregarla en matrimonio a Quinto Hortensio. Tras la muerte de este, Catón volvió a casarse con Marcia por segunda vez, heredando de paso parte de la fortuna de Hortensio.

## La lucha política contra eltriunvirato
Tras la conspiración de Catilina, Catón empleó todas sus habilidades políticas para oponerse a los designios de César y sus aliados en el llamado Triunvirato (Pompeyo y Craso), los cuales ostentaban un cuasi monopolio del poder sobre los dominios del estado romano. Con César, Pompeyo y Craso tenían acceso a la asamblea popular. Con Pompeyo, Craso y César tenían acceso a las legiones de Roma. Con Craso, César y Pompeyo obtenían el apoyo de los recaudadores de impuestos y a la fortuna obtenida a expensas de las provincias.
La oposición de Catón se dio en dos vías diferentes:
- En primer lugar, en 61 a. C., Pompeyo volvió de su campaña Mitridática con dos ambiciones: celebrar el triunfo y convertirse en cónsul por segunda vez. Para conseguir ambos objetivos, pidió al Senado posponer las elecciones consulares hasta después de su regreso triunfal. Al principio, y debido a su enorme popularidad, el Senado estuvo dispuesto a aceptarlo. Entonces intervino Catón, convenciendo al senado para forzar a Pompeyo a elegir. El resultado fue un tercer triunfo de Pompeyo, uno de los más magníficos nunca vistos en Roma. A continuación, Catón aplicó la misma ley al año siguiente con César, quien volvía de su campaña en la Hispania Ulterior; pero César eligió perder el derecho a un triunfo y optó por el consulado para obtener con este la inmunidad sobre la persecución por su brutal conducta contra una ciudad aliada de Roma.
- Cuando César se convirtió en cónsul, Catón se opuso a cada una de las leyes que este sugería, especialmente a las leyes agrarias que otorgaban tierras de cultivo a los veteranos de Pompeyo sobre terrenos públicos. César respondió arrestando a Catón cuando este pronunció un discurso contra él en la rostra. Muchos senadores protestaron entonces por este uso extraordinario y sin precedentes de la fuerza, amenazando con acompañar a Catón a la prisión, y César tuvo que aplacarles. A pesar de su liberación, Catón no redujo su oposición a los triunviros, tratando sin éxito de impedir el nombramiento de César como gobernador de Iliria y la Galia Cisalpina durante cinco años, donde César podría escapar de nuevo a la persecución por su conducta en Hispania.

## Gobernador en Chipre
La oposición de Catón a César y a sus aliados en el triunvirato llevó finalmente a aquel fuera del país. El incentivo era, sin embargo, demasiado bueno para ser rechazado: el gobierno de la nueva provincia de Chipre. Catón les acusó de intentar deshacerse de él, pero aceptó el honor de ser gobernador sobre el simple cargo de pretor.
Su labor sería mostrar al mundo cuánto tenía de filósofo estoico, así como poner en valor su concepto de la política exterior. La provincia era rica tanto en oro como en oportunidades para el desfalco. Contra esta práctica muy común, Catón preparó unas cuentas inmaculadas para enviarlas al Senado de Roma. De acuerdo con la crónica de Plutarco, Catón reunió la enorme suma de 7000 talentos de plata para el Tesoro romano. Catón había previsto cada mínimo detalle para el envío, incluyendo atar cuerdas a las cajas con grandes trozos de corcho en el otro extremo, de manera que pudieran ser localizadas en caso de naufragio. Por desgracia, la suerte le jugó una mala pasada. Ninguno de sus perfectos libros de cuentas sobrevivió: el que estaba en su poder se quemó, y el otro se perdió en el mar junto al liberto que lo transportaba. Sólo la intocable reputación de Catón le salvó de la acusación de desfalco.
El senado de Roma reconoció el esfuerzo realizado en Chipre y le ofreció un recibimiento en la ciudad (honor de menor rango que un triunfo), una pretura extraordinario y otros privilegios, todos los cuales fueron obstinadamente rechazados por Catón como honores ilegales.

## La guerra civil

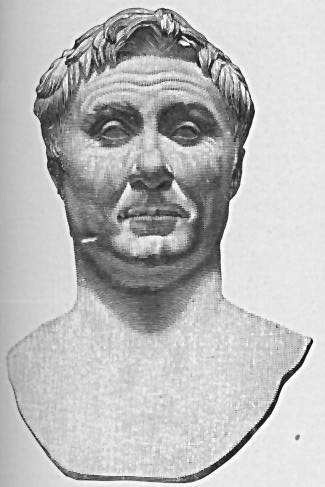
Pompeyo el Grande, cónsul de Roma y líder de la facción contraria a César durante la guerra civil.

El triunvirato de César, Pompeyo y Craso se rompió en 54 a. C., al mismo tiempo que Catón era elegido pretor. Creyendo a sus enemigos en problemas, Catón y la facción de los optimates del Senado intentaron durante los años siguientes forzar el regreso de César desde la Galia, acusándole de guerra ilegal y llegando a exigir que César fuera entregado a los germanos en respuesta a la invasión de César sobre Germania. Fueron tiempos de disturbios políticos, cuando demagogos patricios como Publio Clodio Pulcro o Tito Anio Milón intentaron hacer carrera política a través del apoyo de la muchedumbre y recurriendo a la violencia. Catón luchó contra todos ellos, y terminó como aliado y asesor político de Pompeyo cuando este decidió unirse a los optimates. En los meses posteriores la situación empeoró, César exigió ser nombrado procónsul para evitar las persecuciones de los optimates, pero el Senado lo rechazó. Después, el Senado propuso una moción para que César licenciara sus tropas en un plazo o ser declarado enemigo de la república; Marco Antonio, tribuno de la plebe, intentó vetar la moción, pero fue atacado en las calles de Roma por hombres de Pompeyo (acto ilegal pues los tribunos eran inviolables).
En el año 49 a. C., César cruzó el Rubicón acompañado de su decimotercera legión para obtener un segundo consulado mientras conservaba una fuerza militar que le permitiera protegerse de las acusaciones contra él. César fue declarado formalmente enemigo del Estado y la guerra estallaba de forma oficial, con el partido senatorial ahora liderado por Pompeyo. Este abandonó la ciudad para hacerse fuerte en Grecia, y Catón viajó junto a él.
Tras haber reducido inicialmente a César en la batalla de Dirraquium, el ejército liderado por Pompeyo fue finalmente derrotado por César en la batalla de Farsalia (48 a. C.), ya que aunque Pompeyo insistía en continuar con su guerra de desgaste, Catón y otros senadores optaron por plantar batalla a César. A pesar de ello, Catón y Metelo Escipión no se rindieron y escaparon a la provincia de África para continuar con la resistencia desde Útica. Debido a su estancia en esta ciudad y al mando del puerto, Catón es conocido algunas veces como Cato Uticensis (Catón de Útica). César continuó la persecución de Catón y Metelo Escipión tras instaurar a Cleopatra en Egipto, y en febrero del año 46 a. C. derrotó al ejército de Catón y Escipión en la batalla de Tapso.
Estando en Útica, Catón no participó en la batalla y, negándose a vivir en un mundo gobernado por César y rehusando concederle a este el poder del perdón, se suicidó. De acuerdo a la crónica de Plutarco, Catón trató de suicidarse arrojándose sobre su propia espada, pero falló en su intento al tener la mano herida. Uno de los esclavos de Catón le encontró en el suelo y llamó a un médico para que atendiera sus heridas. Catón esperó hasta que terminaron de atenderle y le dejaron, para posteriormente quitarse los vendajes y, con sus propias manos, extraerse los intestinos, completando de esta horrible forma su suicidio.
César, que tras su victoria en Tapso había forzado la marcha hacia Útica, al conocer la noticia del suicidio de Catón exclamó: «Catón, a regañadientes acepto tu muerte, como a regañadientes hubieras aceptado que te concediera la vida».

## Las reacciones tras su muerte

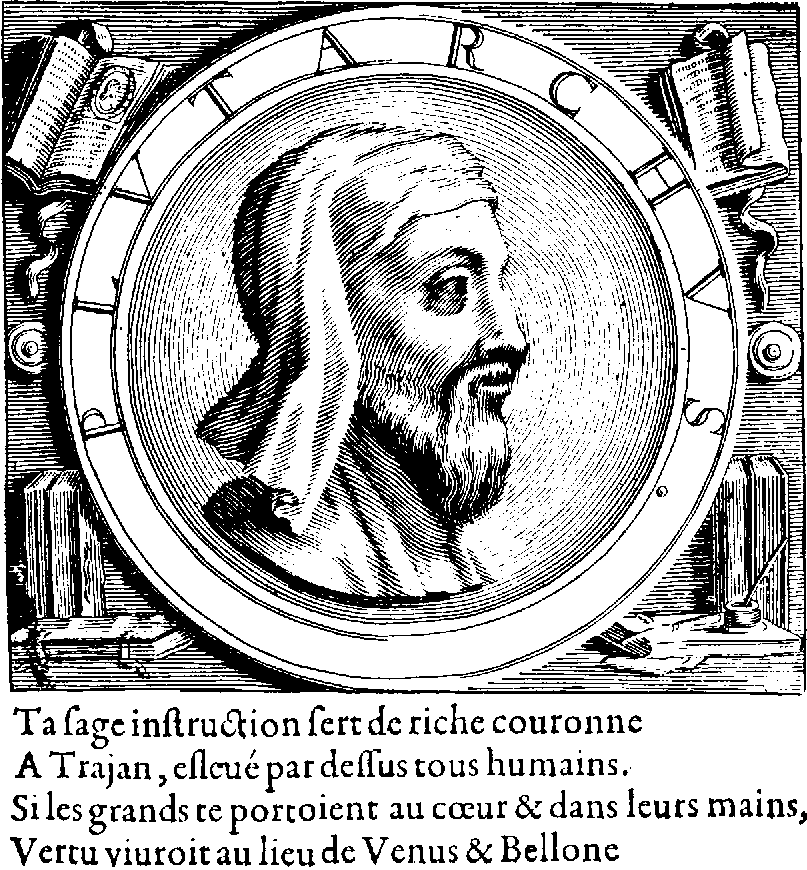
Plutarco, historiador griego y biógrafo de Catón el Joven.

Catón es recordado como un filósofo estoico, y uno de los más activos defensores de la república.[cita requerida] (que es la fuente sobre la anécdota de César y la medio hermana de Catón). Tras su muerte, Cicerón escribió un manifiesto elogiando las cualidades de Catón, al cual César (que nunca le perdonó tantos años de obstrucciones al incremento de su poder) [cita requerida]contestó con un discurso en contra de Catón. El panfleto de Cicerón no ha sobrevivido, pero sus contenidos pueden ser deducidos a partir del relato de Plutarco sobre la vida de Catón, que también repite muchas de las historias que César hizo circular en su campaña en contra de Catón.
Lucano, que escribió durante el gobierno de Nerón, hizo de Catón un héroe en el libro IX de su epopeya inacabada, la Farsalia.
En la Divina Comedia de Dante, Catón es presentado como el guardián de las aguas cercanas a la isla del Purgatorio (La Divina Comedia).
El verso de Lucano «Victrix causa diis placuit sed victa Catoni» (‘la causa vencedora gustó a los dioses, pero la vencida, a Catón’) se encuentra en la base del monumento memorial a los soldados confederados, en las afueras del cementerio de Arlington, en Washington D. C. (Estados Unidos).

## Descendientes y matrimonios de Catón
- Primera esposa, Atilia (de la que se divorció por adulterio).
  - Porcia, casada en primer lugar con Marco Calpurnio Bíbulo y posteriormente con Marco Junio Bruto.
  - Marco Porcio Catón, muerto en la batalla de Filipos.
- Segunda y tercera esposa: Marcia.

## Cronología
- 95 a. C.: Catón nace en Roma
- 67 a. C.: tribuno militar en Macedonia
- 65 a. C.: cuestor en Roma
- 63 a. C.: tribuno de la plebe, conspiración de Catilina
- 60 a. C.: Catón fuerza a César a elegir entre el consulado y el triunfo
- 59 a. C.: Catón se opone a las leyes de César
- 58 a. C.: gobernador de Chipre
- 54 a. C.: pretor
- 49 a. C.: César cruza el Rubicón e invade Italia. Catón huye a Grecia con Pompeyo
- 48 a. C.: batalla de Farsalia; Pompeyo es derrotado y Catón viaja a África
- 46 a. C.: derrota final en la batalla de Tapso. Catón se suicida.

## Representaciones de Catón en la ficción
- En el siglo XVIII el poeta italiano Pietro Metastasio escribió una ópera titulada Catone in Utica que fue musicada por varias decenas de compositores (Anexo:Óperas tituladas "Catón en Útica")
- En la serie televisiva Roma, el personaje de Catón está basado en una interpretación libre del Catón histórico por el actor Karl Johnson. Al contrario de lo mostrado en la serie televisiva, Catón era en realidad más joven que César o que Cicerón.
- En la miniserie de 2002 Julio César, Christopher Walken interpreta el papel de Catón, haciéndolo pasar de nuevo de manera errónea como mayor que César.
- En el docudrama de la BBC de 2006 Ancient Rome: The Rise and Fall of an Empire es interpretado por Crispin Redman, mostrándolo casi de la misma edad que César.